# Суярко, Юрий Федорович
Юрий Фёдорович Суярко (укр. Юрій Федорович Суярко; 25 марта 1930, Залещики, Тернопольский уезд, Польская Республика — 31 июля 1995, Киев, Украина) — советский и украинский кинорежиссёр.

## Биография
Родился Юрий Фёдорович Суярко 25 марта 1930 года в Залещиках в семье актёров.
В 1964 году окончил актёрский факультет Киевского государственного института театрального искусства имени И. К. Карпенко-Карого. В 1954—1958 годах работал в театрах Коломыи, Тернополя, Луцка, в 1959—1965 годах — ассистентом режиссёра и режиссёром редакции детских передач Киевской студии телевидения.
В 1965—1989 годах — режиссёр студии «Укртелефильм». Был членом Национального союза кинематографистов Украины.
Ушёл из жизни 31 июля 1995 года в возрасте 65 лет в Киеве.

## Фильмография
Режиссёр
- 1964 — Умные вещи
- 1966 — Нам — 17 (документальный)
- 1968 — Ровно двадцать с хвостиком
- 1970 — Всё это не так просто
- 1970 — Для домашнего очага
- 1970 — Уступи место… (фильм-спектакль)
- 1972 — Рим, 17…
- 1976 — Перстень с бриллиантом
- 1986 — Вечерницы
- 1986 — Запорожец за Дунаем
- 1989 — Закон (фильм-спектакль)

Сценарист
- 1986 — Вечерницы (совместно с Юрием Янкевичем)

Актёр
- 1959 — Его поколение — эпизод

## Награды
Награждён орденом «Знак Почёта», медалями.